# Het exlibris der Nederlandse medici
Het exlibris der Nederlandse medici is een boek geschreven door M.C. Croockewit en gepubliceerd in 1950.

## Geschiedenis
Marie Constance (Mies) Croockewit (Amsterdam, 29 april 1902 – Doorn, 10 juli 1993) was secretaris van het Nederlands Tijdschrift voor Geneeskunde. Voor de uitgave van dit boek verzamelde Croockewit 662 ex libris. Het werd uitgegeven door de uitgeverij van A.A.M. Stols te Den Haag in 1950. Het is een van de omvangrijkste werken over Nederlandse ex libris, toegespitst op de medische wereld. Het is voorzien van een voorrede door de hoogleraar fysiologie G.A. van Rijnberk (1874-1953), die redacteur was van het Nederlands Tijdschrift voor Geneeskunde, en een inleiding van Johan Schwencke, de belangrijkste ex libriskenner van Nederland. Het boek heeft 662 genummerde afbeeldingen van ex libris van medici met vermelding van de namen der ontwerpers en de gevolgde techniek, en een lijst van de ontwerpers met bibliografie over ex libris van artsen en apothekers. Het is aangevuld met ex libris van laboratoria en ziekenhuizen.

### Uitgave
Het boek is uitgegeven in een oplage van 700 genummerde exemplaren, in linnen band met stofomslag en telt 296 pagina's. Op de linnen band staat een in goud gestempelde esculaap. De bandstempels zijn ontworpen door Helmut Salden. De eerste 50 exemplaren zijn romeins genummerd I - L waarvan de nummers I - X niet in de handel kwamen; deze L exemplaren zijn gedrukt op geschept Hollands papier. Daarnaast bestaan er 650 arabisch genummerde exemplaren 1 - 650 gedrukt op offset-papier waarvan de nummers 1 - 25 niet in de handel kwamen.
Boekenreeksen: Trajectum ad Mosam · To the happy few · Halcyon · Luchtkastelen · Helikonreeks · Orpheus · Atlantis

Tijdschriften: Halcyon · Helikon · De Vrije Bladen (18e jaargang)

Overige uitgaven: Verzamelde gedichten (J.C. Bloem) · Broeder Bernard (P.N. van Eyck) · Hartslag (Morriën) · Landwind (Morriën) · De boodschap van het Wilhelmus · Het exlibris der Nederlandse medici